# Kazue Sawai
Pour les articles homonymes, voir Sawai (homonymie).
Kazue Sawai (沢井 一恵, Sawai Kazue), née en 1941 à Kyoto, est une joueuse japonaise de koto renommée pour ses interprétations de musique contemporaine classique et d'improvisation libre.
Elle commence à étudier l'instrument à l'âge de huit ans auprès de Michio Miyagi puis est ensuite diplômée de l'Université des arts de Tokyo.
Elle joue aussi bien des kotos à 13 ou 17 cordes. En tant que soliste ou avec son ensemble de kotos, elle a joué et travaillé avec John Cage, Toshi Ichiyanagi, Yūji Takahashi, Ayuo (en), Roberto Carnevale (en), Sofia Gubaidulina, David Behrman, Carl Stone (en) et de nombreux autres compositeurs. Elle se produit au Japon comme en Europe et en Amérique du Nord.
Elle était mariée à feu Tadao Sawai, également joueur de koto et compositeur. Le couple a un fils, Hikaru Sawai (en) (né en 1964), lui-même joueur de koto et compositeur.
Elle dirige une école au Japon où elle enseigne à des élèves aussi bien japonais qu'étrangers. Parmi ceux-ci figurent Michiyo Yagi (en), Elizabeth Falconer (en), Shoko Hikage et Han Mei (en).

## Source de la traduction
- (en) Cet article est partiellement ou en totalité issu de l’article de Wikipédia en anglais intitulé « Kazue Sawai » (voir la liste des auteurs).